# 전주남중학교
전주남중학교(全州南中學校)는 대한민국 전북특별자치도 전주시 완산구 평화동1가에 있는 공립 중학교이다.

## 학교 연혁
- 1937년 4월 19일 : 전주공립중학교로 개교
- 1951년 9월 1일 : 전주남중학교로 개칭
- 1992년 2월 22일 : 현 교사로 신축이전
- 1997년 3월 1일 : 남녀공학으로 이전
- 2022년 9월 1일 : 제31대 한옥경 교장 부임
- 2024년 2월 8일 : 제73회 졸업 27명, 총 25,902명 졸업

## 학교 위치
- 1937년 4월 19일 ~ 1992년 2월 21일 : 완산구 관선5길 15 (남노송동 / 전주제일고등학교)
- 1991년 2월 22일 ~ (현재) : 완산구 덕적골2길 30 (평화동1가)

## 참고 자료
- 전주남중학교 - 한국교육학술정보원 학교알리미